# Areópoli
Areópoli (Areopolis, Areopoli) är en ort i Grekland.   Den ligger i prefekturen Lakonien och regionen Peloponnesos, i den södra delen av landet, 190 km sydväst om huvudstaden Aten. Areópoli ligger 254 meter över havet och antalet invånare är 888.
Terrängen runt Areópoli är kuperad åt nordost, men österut är den bergig. Havet är nära Areópoli västerut. Runt Areópoli är det glesbefolkat, med 14 invånare per kvadratkilometer. Närmaste större samhälle är Gýtheio, 19,0 km nordost om Areópoli. 